# Lou (bande dessinée)
Pour les articles homonymes, voir Lou.
Cet article concerne la série de Berck et Cauvin. Pour la série de Julien Neel, voir Lou !.
Lou (en néerlandais : Lowietje), anciennement Lou, James et Blub, est une série de bande dessinée humoristique franco-belge réalisée par l'auteur Berck, dont les scénarios sont écrits par Raoul Cauvin à partir du second tome, pour le magazine hollandais Eppo en 1976.
En France, elle est traduite sous le titre Lou, James et Blub pour le magazine Spirou  à partir du 23 mars 1978 avant d’être publiée en albums brochés en 1979 par Dupuis au titre simple et court Lou, avec seulement les six premiers épisodes de la série.

## Description

### Synopsis
Maître Papelard annonce à Louis le Loustic, vivant à l'orphelinat Doux Foyer, que son feu oncle Frédéric de Mortepierre lui lègue son patrimoine : le jeune blondinet ne le connaissant pas se trouve très riche et à la hauteur de très nombreuses entreprises avec certaines conditions : qu'il gère bien sa présidence, qu'il garde en fonction son majordome James et qu'il adopte... le phoque Blub ; sinon l'héritage revient à la tante Diane. Cette dernière, avec ses deux sbires aussi bêtes que méchants, tente tout pour avoir cette fortune.
Mais, avec le temps, Lou se demande s'il peut faire confiance au Maître Papelard qui ne cesse d'inventer de nouvelles conditions soi-disant édictées par son oncle. Par exemple, que Lou fasse ce que le défunt n'avait pas réussi dans sa vie aventureuse.

### Personnages
- Lou (Lowietje[2]), Louis le Loustic de son véritable identité, un jeune blondinet devenu président-directeur général de nombreuses sociétés prend soin de James et Blub avec qui il part d'aventures en aventures.
- James (Butler Jacob[2]), un brave majordome très stylé et très dévoué.
- Blub (Burp[2]), un phoque, grand amateur de whisky écossais pure malt, qui doit être en cure pour que Lou ne perde pas l'héritage.
- Maître Papelard (Notaris Peperklip[2]) lit les conditions de l'oncle Frédéric de Mortepierre, mais les invente-t-il ?
- Tante Diane (Tante Door[2]), Diane Dorothée Tullie Lamar, la nièce de Frédéric de Mortepierre, désire cet héritage et confit ses deux hommes à échouer les épreuves de Lou.
- Ange (Teetje[2]) et Toussaint (Toffel[2]), des hommes de main engagés par Diane, ont mission de réaliser des plans machiavéliques, mais ne sont pas aussi doués que Lou, qui ne risque rien. Le premier est astucieux et le second, un peu bête qui, dans le premier tome, ne cesse de prononcer pour lui-même Remue-toi le gras.

## La série

### Développement
Alors qu'il travaille aux Pays-Bas sur la bande dessinée De Donderpadjes (une aventure de scouts, inconnue en France) pour le magazine Sjors, la rédaction demande en 1975 à Arthur « Berck » Berckmans de créer un nouveau personnage pour le même hebdomadaire. Il se penche alors sur un nouveau projet inspiré du vieux film allemand Le Mystère de la treizième chaise (13 Stühle, 1938) de E. W. Emo avec l'acteur Heinz Rühmann. De cette trame sur le thème de l'héritage naît Lowietje, qui est vite accepté et édité.

### Un scénaristefantôme
Raoul Cauvin, avec qui le dessinateur travaillait déjà pour Sammy, le rejoint en 1978 pour écrire les scénarios, dès le deuxième et jusqu'en 1983. À la demande de l'éditeur, il travaille de manière anonyme et son nom ne figure donc sur aucun album.
L'éditeur néerlandais Oberon publie le premier album souple De erfenis van Suipesteijn (L'Héritage de Mortepierre) en 1976.

### Lowietjeen France

Logo apparu dans le magazine Spirou

La maison des éditions Dupuis traduit en français et imprime les six premières aventures de Lowietje sous le titre Lou, James et Blub pour le magazine Spirou, dont la première date le 23 mars 1978. Toutes les planches sont visiblement signées par l'auteur bien que Raoul Cauvin, en tant que scénariste, reste anonyme depuis la seconde aventure.
Ce n'est qu'à partir de 1979 que le même éditeur publie le premier album souple de la série sous le titre Lou tout simplement, jusqu'en 1982. Quelques années plus tard, en 1989, les éditions Soleil éditent finalement le cinquième tome Lou aux jeux olympiques.
L'éditeur Jourdan rachète les droits de la série pour en rééditer en 1992, y compris Lou sur la Lune alors inédit en album dans la même année.

### Le retour deLou
En 2008, l'éditeur Arcadia publie De zaak Goldenmeyer (que l'on peut traduire par L’Affaire Goldenmeyer) (mars 2008), puis De duivelse doedelzak (Les Cornemuses du diable) en avril 2009. Ces deux œuvres sont inédites en France.

## Publications en langue originale

### Revues
Dans Eppo :
- Het complot, du no 9 au 30 de 1976
- De monsteropdracht, du no 14 au 35 de 1977
- De ruimtereis, du no 6 au 26 de 1978
- De Olympische Spelen, du no 1 au 22 de 1979
- Een weekje wintersport, du no 13 de 1980[Note 2]
- Speurtocht in Amerika, du no 17 au 37 de 1980
- De duivelse doedelzak, du no 21 au 39 de 1981
- De zaak Goldenmeyer, du no 13 au 82-32 de 1982
- Plankenkoorts, du no 13 au 17 de 1983

### Albums originaux
- 1 De erfenis van Suipesteijn, Oberon, 1976
Scénario et dessin : Berck
- 2 De piratenbende, Oberon, 1977
Scénario et dessin : Berck
- 3 Het complot, Oberon, 1978
Scénario et dessin : Berck
- 4 De monster opdracht, Oberon, 1979
Scénario et dessin : Berck
- 5 De Olympische spelen, Oberon, 1980
Scénario et dessin : Berck
- 6 De ruimtereis, Oberon, 1980
Scénario et dessin : Berck
- 7 Speurtocht in Amerika, Oberon, inédit en France, 1982
Scénario et dessin : Berck
- 8 De zaak Goldenmeyer, Arcadia, Archief, inédit en France, 2008
Scénario et dessin : Berck
- 9 De duivelse doedelzak, Arcadia, Archief, inédit en France, 2009
Scénario et dessin : Berck
- 10 De gorilla's van Virunga, Arcadia, Archief, inédit en France, 2010
Scénario : Berck - Dessin : Raoul Cauvin

## Publications en français

### Revue
La veille, Lou, James et Blup s'annoncent leur arrivée dans le prochain magazine Spirou no 2084 du 23 mars 1978 où se lance leur première aventure L'Héritage de Mortepierre à suivre jusqu'au no 2128, en passant dans le no 2121 du 7 décembre 1978 paraît un récit complet de six planches En avoir et en avoir pas. Le héros est entouré de son majordome, de sa tante et un mystérieux capitaine sur la couverture de l'hebdomadaire no 2141 du 26 avril 1979 où se poursuit quatorze semaines durant Lou et les révolutionnaires. On le retrouve deux ans plus tard dans La Bête noire au no 2250 du 28 mai 1981 en dix semaines et, quelques mois passés, dans Lou sur la Lune au no 2295 du 8 avril 1982, ce qui représente sa dernière aventure dans ce magazine no 2316 du 2 septembre 1982.

### Albums originaux
La série Lou a été d'abord publiée par Dupuis en 1979 jusqu'en 1982, c'est-à-dire quatre albums bien que le cinquième tome est édité par Soleil Éditions en 1989. L'éditeur Jourdan publie le sixième tome ainsi que les cinq premiers en 1992. En 2011, l'éditeur La Vache Qui Médite publie en français la septième, huitième et neuvième aventure en album. En 2012, toujours chez l'éditeur La Vache Qui Médite, parait le dixième et dernier tome de Lou.
- 1 L'Héritage de Mortepierre, Dupuis, Marcinelle, 1979
Scénario et dessin : Berck
- 2 Lou et les Pirates, Dupuis, Marcinelle, 1980
Scénario et dessin : Berck
- 3 Lou et les Révolutionnaires, Dupuis, Marcinelle, 1981
Scénario et dessin : Berck
- 4 La Bête noire, Dupuis, Marcinelle, 1982
Scénario et dessin : Berck
- 5 Lou aux jeux olympiques, Soleil Éditions, 1989
Scénario et dessin : Berck
- 6 Lou sur la Lune, Jourdan, 1992
Scénario et dessin : Berck
- 7 Lou en Amérique, La Vache Qui Médite, 2011
Scénario : Raoul Cauvin - Dessin : Berck
- 8 Lou et la Cornemuse diabolique, La Vache Qui Médite, 2011
Scénario et dessin : Berck
- 9 Lou et l'Affaire Goldenmeyer, La Vache Qui Médite, 2011
Scénario et dessin : Berck
- 10 Lou brûle les planches, La Vache Qui Médite, 2012
Scénario : Raoul Cauvin & Yves Duval - Dessin : Berck